# Grosses Wiesbachhorn
Großes Wiesbachhorn ( [ˈɡʀoːsəs ˈviːsbaχˌhɔʁn]) je hora nacházející se ve spolkové zemi Salcbursko v Rakousku a s výškou 3570 m (dle jiných zdrojů též 3564 m) je čtvrtým nejvyšším vrcholem pohoří Vysoké Taury.

## Výstup
Klasická výstupová cesta vede od přehradní nádrže Mooserboden (2040 m) přes chatu Heinrich Schwaiger Haus (2802 m) a ledovcový hřeben Kaindlgrat. Celková doba výstupu je 5 až 6 hodin a pro jeho zdolání je nutné ledovcové vybavení (mačky, cepínu, lano).

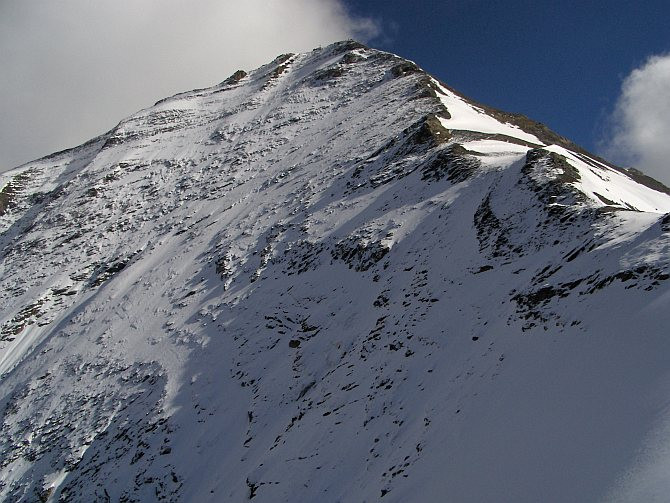
Severozápadní hřeben